# (12721) 1991 PB
(12721) 1991 PB est un astéroïde de la ceinture principale d'astéroïdes découvert en 1991.

## Description
(12721) 1991 PB a été découvert le 3 août 1991 à Kiyosato (Japon) par Satoru Ōtomo.

### Caractéristiques orbitales
L'orbite de cet astéroïde est caractérisée par un demi-grand axe de 2,34 UA, un périhélie de 1,76 UA, une excentricité de 0,25 et une inclinaison de 2,59° par rapport à l'écliptique. Du fait de ces caractéristiques, à savoir un demi-grand axe compris entre 2 et 3,2 UA et un périhélie supérieur à 1,666 UA, il est classé, selon la JPL Small-Body Database, comme objet de la ceinture principale d'astéroïdes.

### Caractéristiques physiques
(12721) 1991 PB a une magnitude absolue (H) de 13,7 et un albédo estimé à 0,389.